# Salvatore Sciarrino

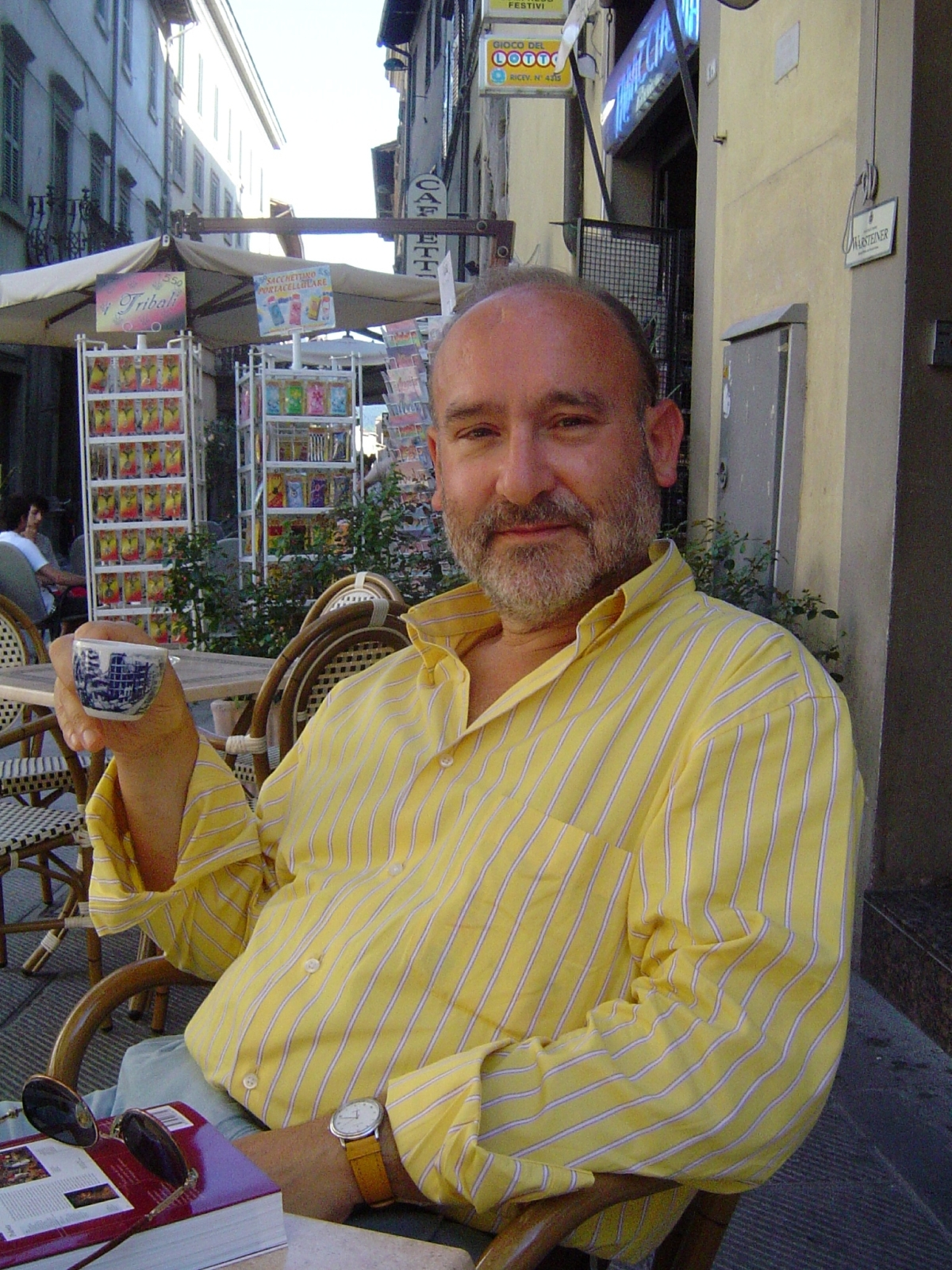
Salvatore Sciarrino

Salvatore Sciarrino (Palermo, 4 april 1947) is een Italiaans componist. 

## Loopbaan
Hij is er trots op dat hij qua muziek een vrije opleiding heeft gehad. Hij is in basis autodidact en begon met componeren toen hij twaalf jaar oud was. De eerste uitvoering volgde in 1962. Sciarrino zelf verklaarde later dat zijn "echte" werk pas begint in 1966 en dat eerdere werken gekenschetst moeten worden als probeersels. Hij ontdekte pas toen zijn eigen stijl.
In 1969 verhuisde hij naar Rome, waar hij onder meer elektronische muziek ging studeren aan de Accademia Nazionale di Santa Cecilia bij Franco Evangelisti. Hij trok in 1977 naar Milaan, waar hij tot 1982 les gaf aan het plaatselijk conservatorium. Later vestigde hij zich in Città di Castello in Umbrië.
Vanaf 1982 kon hij volledig leven van de opbrengsten van zijn muziek. Zijn muziek is avantgardistisch te noemen, maar hij heeft een grote hang naar het verleden. Zijn idioom bestaat uit vervreemdende klanken, die tegen het fluisteren aanzitten, waardoor er vervormingen optreden en ook een afstand wordt geschapen tussen uitvoerenden en luisteraars. Hij componeerde in bijna alle genres, van sonates tot opera's. Ook hieruit blijkt zijn hang naar het verleden.

## Oeuvre (selectief)
- Zes Capriccio's voor viool solo (1976)
- Adagio
- Allegorie van de nacht voor viool en orkest (1985)
- Anamorfosi
- Appendice alla perfezione
- Aspern Suite
- Autoritratto nella notte
- Canzona di ringraziamento
- Codex purpureus, voor strijktrio
- Come vengono prodotti gli incantesimi
- De la nuit (1971)
- Duo Notturni crudeli
- Efebo con radio
- Elaborations of works by J S Bach, Domenico & Alessabdro Scarlatti & Gesualdo
- Esercizio (1972)
- Etude de concert (1976)
- Fragment (1986)
- Fragment en adagio voor dwarsfluit en orkest (1991)
- I fuochi oltre la ragione voor orkest (1997)
- III Sonata (1987)
- Il giornale della necropoli
- Il suono e il tacere voor orkest (2004)
- In Nomine Nominis
- Infinito nero
- Introduzione all'oscuro, voor wind & strijkensemble
- IV Sonata (1992)
- La perfezione di uno spirito sottile
- Le voci sottovetro
- Let me Die before I Wake
- Lo spazio inverso, voor dwarsfluit, clarinet, celeste, viool & cello
- Lohengrin
- Luci mie traditrici (2000)
- De dood van Borromini voor orkest en spreekstem (1988)
- Muro d'orrizonte, voor alto dwarsfluit, cor anglais & basklarinet (1997)
- Omaggio a Burri, voor afto dwarsfluit, basklarinet & viool
- Perduto in una città d’acque (1991)
- Prélude (1969)
- Prima Sonata (1976)
- Quaderno di strada (2003)
- Quattro Notturni
- Recitativo oscuro voor piano en orkest (1999)
- Responsorio delle tenebre a sei voci
- Shadow of sound voor orkest (2005)
- Sonata II (1983)
- Sonata V
- Storie di altre storie
- Un'immagine di Arpocrate (1974-1979)
- Vagabonde blu
- Variazione su uno spazio ricurvo (1990)
- Variaties voor violoncello en orkest